# Château de Sezzate
Le château de Sezzate (en italien : Castello di Sezzate), est un ancien château médiéval situé dans la commune de Greve in Chianti (ville métropolitaine de Florence) en Toscane.

## Historique
Le château a été construit sur l'ancienne voie romaine qui traversait la vallée de Cintoia et a été mentionné pour la première fois en 1176, dans un document de l'abbaye de San Cassiano de Montescalari (datum in castro de Sezate). Dans un autre document de 1322, une communauté rurale est mentionnée, platea communis à Sezzate dans le Val di Greve. Le château subit des modifications au XVIIe siècle et au XVIIIe siècle.
La famille Bardi dominait le château et exerçait également son patronage dans l'église voisine de San Martino.

## Description
Les remparts de la ville ont une forme presque circulaire et sont constitués de bâtiments qui composent la ville. Sa tour était située au point le plus élevé et il en reste la partie inférieure.
Dans le château se trouve un retable qui représente la Vierge assise sur le trône avec l'Enfant Jésus, avec l'abbé saint Antoine et sainte Lucie ; saint Jean-Baptiste est agenouillé sur les marches du trône et au premier plan, on peut voir les figures des commanditaires en prière, deux membres de la famille Bardi. L'arrière-plan montre deux vues du paysage : le château de Sezzate, avant les modifications, et peut-être la rivière Ema. L'attribution du tableau est difficile, car il a été restauré, cependant une attribution a été faite à Giuliano Castellani (it) dit Sollazzino.